# مورسیا
مورسیا یا مورثیا یا مرسیه یکی از ۱۷ بخش خودمختار اسپانیا است و یکی از ۵۰ استان آن است.

## جغرافیا
پایتخت بخش خودمختار و مرکز استان مورسیا است.
این استان ۴۶ دهستان دارد.
نام کامل رسمیِ این منطقه جامعهٔ خودمختار بخش مورثیا (به اسپانیایی: Comunidad Autónoma de la Región de Murcia) است.
برخلاف دیگر بخش‌های خودمختار اسپانیا که چندین استان را دربرمی‌گیرند، این بخش از یک استان تشکیل شده است.

بخش خودمختار مورسیا